# Andrea Moda Formula
L'Andrea Moda Formula è stata una scuderia automobilistica italiana che prese parte al campionato mondiale di Formula 1 nella stagione 1992.
Fondata da Andrea Sassetti al fine essenziale di fungere da mezzo promozionale per la sua azienda Andrea Moda, complici varie problematiche, errori manageriali e scarsità di risorse tecniche ed economiche, la squadra ebbe una vita breve e fallimentare.

## Storia
Nel settembre 1991 l'imprenditore calzaturiero italiano Andrea Sassetti, titolare del marchio Andrea Moda (con sede a Morrovalle, in provincia di Macerata), decise di investire nel mondo dell'automobilismo al fine di meglio promuovere la propria attività. Pertanto rilevò il materiale e parte del personale del reparto F1 della Scuderia Coloni (che aveva deciso di abbandonare la massima categoria motoristica) e costituì una propria squadra corse, cui attribuì il nome della sua azienda, iscrivendola al mondiale 1992 di Formula 1. Nacque così l'Andrea Moda Formula, che ingaggiò i piloti Alex Caffi ed Enrico Bertaggia.
In previsione del debutto iridato, Sassetti si accordò con la Judd per ottenere una fornitura di dodici motori V10 e commissionò alla Simtek Research il progetto di una vettura: il titolare Nick Wirth riprese alcuni studi realizzati nel 1990 per la BMW (mai tradottisi in pratica), adattandoli alle regole in vigore per la stagione 1992. I tempi di completamento della macchina, battezzata Andrea Moda S921, si allungarono tuttavia oltre il previsto, sicché la squadra si presentò al Gran Premio del Sudafrica con due vetture di transizione, costruite in tempi ristretti assemblando al vecchio telaio Coloni C4B un retrotreno di fabbricazione Dallara e il già citato propulsore Judd, dipinte in livrea nera con i pochi sponsor (essenzialmente marchigiani) che si erano riusciti a racimolare.
Le vetture poterono tuttavia compiere pochi giri nelle prove libere straordinarie del giovedì, per poi essere squalificate a seguito del mancato pagamento da parte di Sassetti della tassa di iscrizione di 100.000 dollari statunitensi richiesta alle nuove squadre di F1 (dalla quale l'imprenditore si riteneva esente, considerando la propria squadra erede dei diritti della Coloni). Nella seconda gara stagionale, in Messico, fu invece un ritardo nelle spedizioni del materiale dall'Europa a impedire ai meccanici di assemblare la vettura, che non poté quindi uscire dai box. Da questi due rovesci scaturì un clima di tensione all'interno del team, sfociato nel licenziamento di entrambi i piloti, che furono sostituiti da Roberto Moreno e Perry McCarthy.
Finalmente al Gran Premio del Brasile la Andrea Moda riuscì a presentarsi a ranghi completi con la nuova S921; l'unico pilota a scendere in pista fu Moreno, che scontò gli evidenti limiti tecnici del mezzo a disposizione (il miglior tempo fu di ben 15 secondi più lento rispetto a quello marcato dall'ultima vettura qualificata) e non riuscì a superare il "taglio" delle prequalifiche. A McCarthy, ex collaudatore Williams, fu invece impedito di correre in quanto privo della superlicenza FIA: Sassetti pensò allora di licenziarlo e di richiamare Bertaggia, che poteva portare in dote generosi sponsor. Il regolamento agonistico allora in vigore consentiva tuttavia alle scuderie soltanto due sostituzioni dei piloti durante tutto l'anno, di cui l'Andrea Moda aveva già usufruito "appiedando" Caffi e Bertaggia. McCarthy venne quindi confermato e, a seguito dell'ottenimento della licenza di gara, poté portare in pista anche la seconda S921; la delusione di Sassetti per non averlo potuto sostituire fu però tale che l'imprenditore chiese al personale tecnico di concentrare gli sforzi su Moreno, praticamente disinteressandosi della seconda guida. McCarthy anni dopo ha narrato la sua stagione all'Andrea Moda nella propria autobiografia Flat Out, Flat Broke: Formula 1 the Hard Way!
Le prestazioni della monoposto, aerodinamicamente inefficiente e meccanicamente fragile, rimasero assai modeste: l'Andrea Moda riuscì a superare il "taglio" delle prequalifiche solo al Gran Premio di Monaco, ove Moreno ottenne l'ultimo tempo utile (26°) e poté così partecipare alla gara, dalla quale tuttavia si ritirò dopo appena 11 giri per problemi al motore.
Nelle settimane successive la situazione del team continuò a peggiorare: la scarsità di materiale non consentiva di sviluppare la macchina e i piloti non riuscirono mai più a qualificarsi. Il team era del resto perennemente sotto-organico e non di rado Sassetti chiamava maestranze del suo calzaturificio per integrare le lacune.
A queste difficoltà si aggiunsero altri errori operativi. In Canada un ritardo dei servizi di trasporto (o forse un mancato pagamento alla Judd) lasciò le macchine prive di motore; il solo Moreno riuscì poi a scendere in pista, grazie a un propulsore prestato dalla Brabham. In Francia i camion della squadra non poterono raggiungere Magny-Cours a causa di uno sciopero degli autotrasportatori transalpini, contro il quale peraltro tutte le altre squadre si erano cautelate con deroghe ad hoc. Sempre la povertà dei mezzi disponibili fu alla base del curioso fatto avvenuto alle prequalifiche del Gran Premio di Gran Bretagna, ove McCarthy si vide costretto a scendere in pista utilizzando gomme da pioggia, le uniche a disposizione della squadra, durante un afoso giorno di sole.
La parabola del team si concluse durante il weekend del Gran Premio del Belgio, nel corso del quale Sassetti venne prelevato nel paddock di Spa-Francorchamps dalla polizia belga, che dava esecuzione a un mandato di cattura internazionale spiccato dall'Italia per un'accusa di false fatturazioni relative alla sua attività imprenditoriale; il materiale della squadra venne anche in parte pignorato a seguito di istanze di insolvenza presentate dai fornitori. 
Di conseguenza, al successivo appuntamento di Monza, la squadra venne permanentemente squalificata dal mondiale di F1 con l'accusa di aver «danneggiato la reputazione dello sport».
Alcuni memorabilia del team (un fondo piatto, un volante, alcuni attrezzi) sono rimasti di proprietà della famiglia Sassetti, che li ha esposti nel ristorante di sua proprietà a Magliano di Tenna; l'ex patron afferma di aver anche preservato una monoposto funzionante e di guidarla egli stesso, occasionalmente, sul circuito di Misano.
Nel 2019 è iniziata la produzione di un docufilm, dal titolo Last and Furious - La vera storia della Andrea Moda Formula, sulle vicende di questa scuderia; l'opera è stata presentata nel 2023 alla 80ª Mostra internazionale d'arte cinematografica di Venezia.

## Risultati completi in Formula 1
| Anno | Vettura  | Motore  | Gomme | Piloti    |    |    |     |     |     |     |     |  |     |     |     |    |    |  |  |  | Punti | Pos. |
| ---- | -------- | ------- | ----- | --------- | -- | -- | --- | --- | --- | --- | --- |  | --- | --- | --- | -- | -- |  |  |  | ----- | ---- |
| 1992 | C4B S921 | Judd GV | G     | Caffi     | ES | ES |     |     |     |     |     |  |     |     |     |    |    |  |  |  | 0     | -    |
| 1992 | C4B S921 | Judd GV | G     | Moreno    |    |    | NPQ | NPQ | NPQ | Rit | NPQ |  | NPQ | NPQ | NQ  | NQ | ES |  |  |  | 0     | -    |
| 1992 | C4B S921 | Judd GV | G     | Bertaggia | ES | ES |     |     |     |     |     |  |     |     |     |    |    |  |  |  | 0     | -    |
| 1992 | C4B S921 | Judd GV | G     | McCarthy  |    |    |     | NPQ | NPQ | NPQ |     |  | NPQ | NPQ | NPQ | NQ | ES |  |  |  | 0     | -    |

| Legenda | 1º posto     | 2º posto | 3º posto    | A punti         | Senza punti/Non class.  | Grassetto – Pole position Corsivo – Giro più veloce |
| Legenda | Squalificato | Ritirato | Non partito | Non qualificato | Solo prove/Terzo pilota | Grassetto – Pole position Corsivo – Giro più veloce |